# Tuber scleroneuron
Tuber scleroneuron Berk. & Broome – gatunek grzybów należący do rodziny truflowatych (Tuberaceae).

## Systematyka i nazewnictwo
Pozycja w klasyfikacji według Index Fungorum: Tuber, Tuberaceae, Pezizales, Pezizomycetidae, Pezizomycetes, Pezizomycotina, Ascomycota, Fungi.